# Le Bosc (Hérault)
 Le Bosc  (en idioma occitano Lo Bòsc) es una población y comuna francesa, situada en la región de Occitania, departamento de Hérault, en el distrito de Lodève y cantón de Lodève.

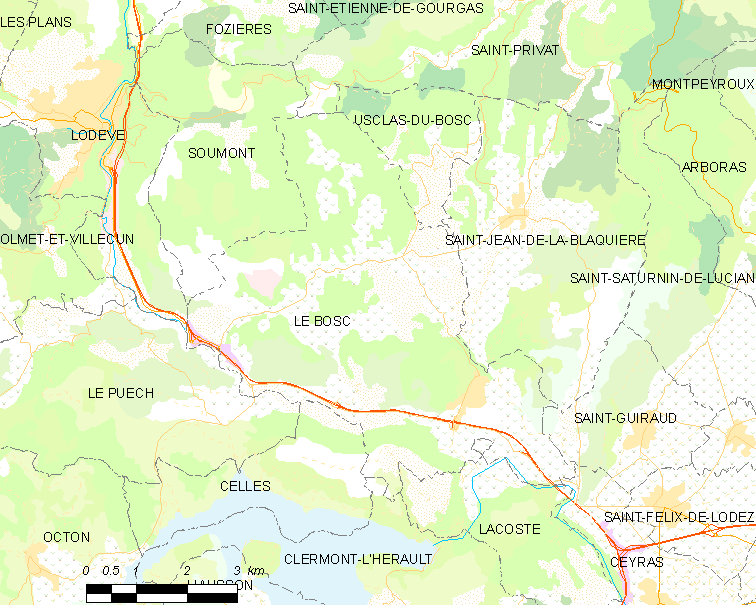
Mapa

## Demografía
| 634 | 658 | 587 | 651 | 679 | 739 | 1329 |
| Para los censos de 1962 a 1999 la población legal corresponde a la población sin duplicidades (Fuente: INSEE [Consultar]) |     |     |     |     |     |      |